# Metalli alcalini

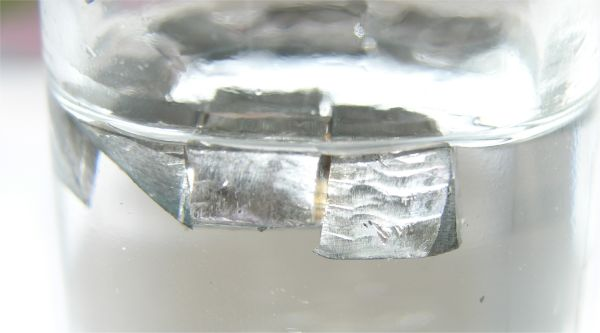
Litio metallico conservato sotto paraffina.

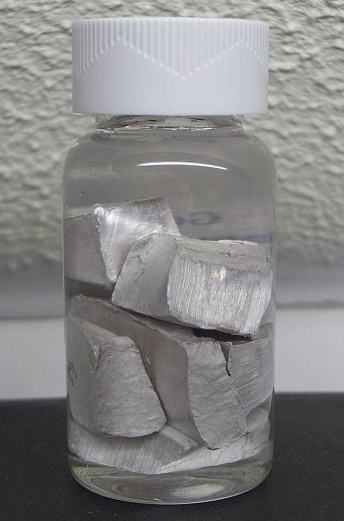
Pezzi di sodio metallico conservati sotto paraffina.

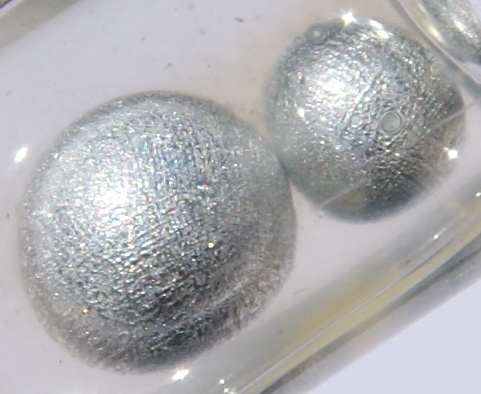
Perle di potassio metallico conservate sotto paraffina.

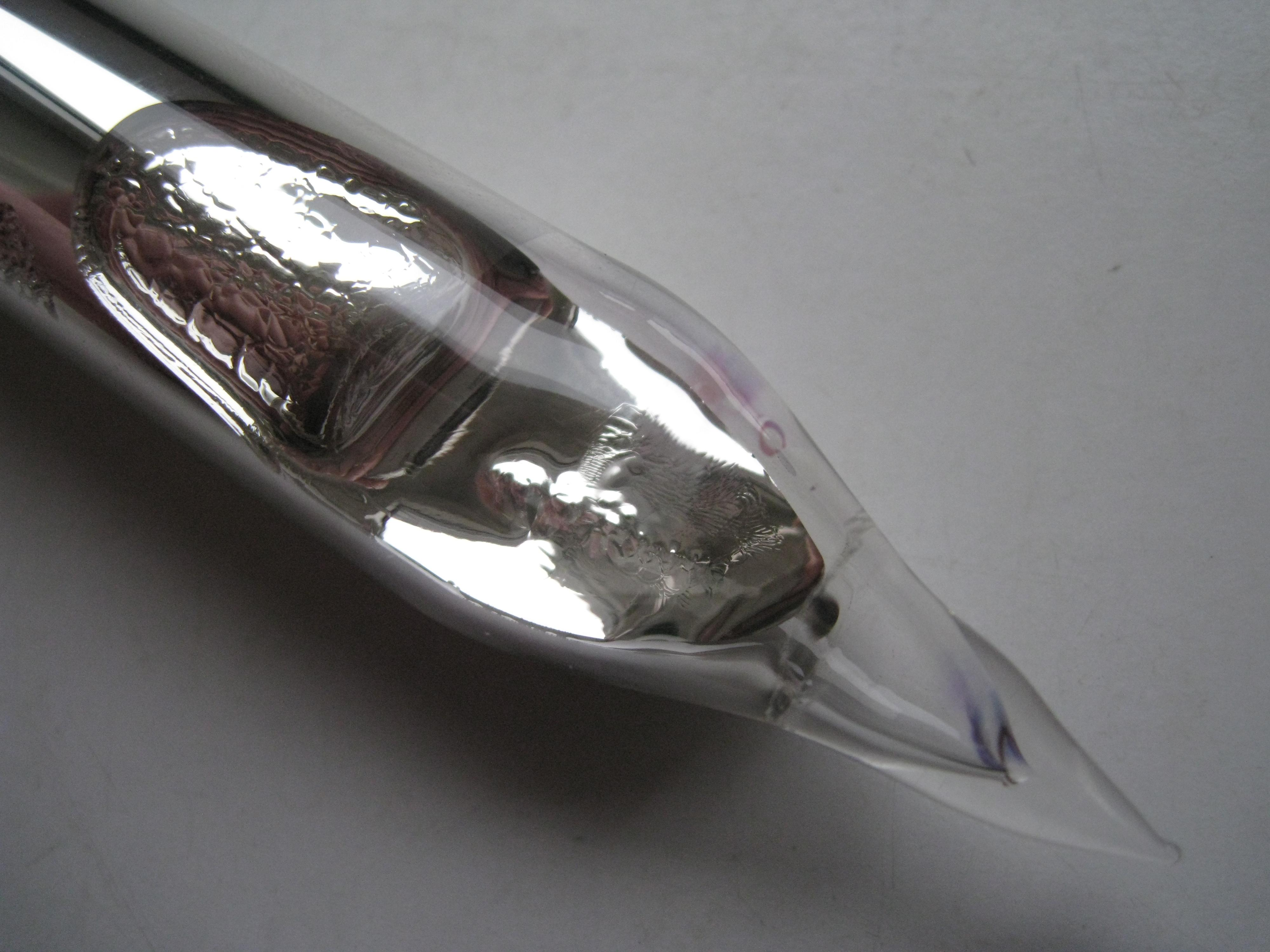
Rubidio metallico in un'ampolla di vetro.

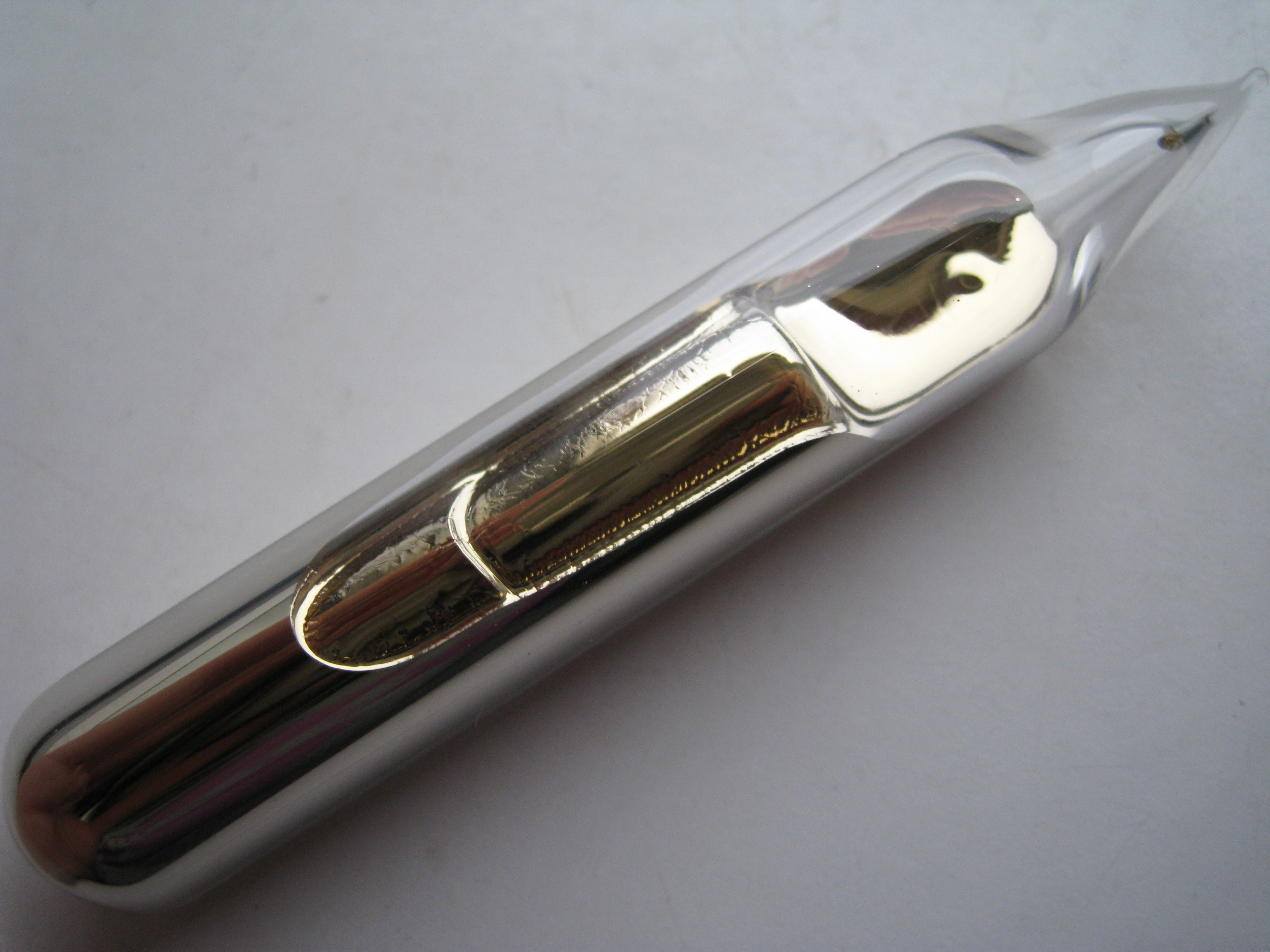
Cesio metallico in un'ampolla di vetro.

I metalli alcalini sono litio (Li), sodio (Na), potassio (K), rubidio (Rb), cesio (Cs) e Francio (Fr). Questi elementi chimici costituiscono il gruppo 1 del blocco s della tavola periodica. Nella nomenclatura precedente questo gruppo era denominato IA. Formano un gruppo omogeneo di metalli molto reattivi, che perdono facilmente l'elettrone del livello elettronico più esterno, formando cationi M+. Nei loro composti assumono invariabilmente numero di ossidazione +1, e mostrano una chimica essenzialmente ionica. 
Composti di sodio e potassio sono noti dai tempi antichi, e sono tuttora fra i composti chimici di maggior importanza economica. Gli ioni Na+ e K+ sono essenziali per gli organismi animali. Composti di litio hanno iniziato ad essere utilizzati solo nel 1940. Rubidio e cesio sono elementi di interesse accademico. Il francio è ben poco noto.
L'aggettivo alcalino viene dall'arabo al-qali; con questo termine ci si riferiva alla potassa, ottenuta come sottoprodotto della combustione del legno (il verbo qalaa in arabo significa arrostire). Poiché la potassa ha caratteristiche basiche, si diffuse la convenzione di chiamare alcali tutte quelle sostanze che, come la potassa, sono in grado di neutralizzare gli acidi. Quindi ancora oggi con alcalino si può intendere o un metallo del primo gruppo della tavola periodica o un composto basico.

## Fonti
Tutti questi elementi si trovano in natura solo nei loro sali, dato che la forma metallica è molto reattiva. Il litio è il trentunesimo elemento per abbondanza sulla crosta terrestre, dove è presente in vari minerali; il più importante è lo spodumene (LiAlSi2O6). Il litio si ricava da giacimenti di spodumene o da salamoie di origine naturale. I prodotti principali dell'industria estrattiva del litio sono Li2CO3, LiOH e LiCl. Il litio come metallo è poco usato; se ne producono circa 25 000 tonnellate all'anno. Sodio e potassio sono molto comuni sulla crosta terrestre, essendo rispettivamente il sesto e l'ottavo elemento per abbondanza. 
Il sodio è diffuso in molti minerali silicati, ma per la maggior parte viene estratto come cloruro di sodio e carbonato di sodio da depositi di salgemma (NaCl) e trona (Na2CO3·NaHCO3·2H2O); in questo modo si producono annualmente circa 250 milioni di tonnellate di sali di sodio. A confronto, la produzione ottenuta nelle saline è minoritaria. La produzione di sodio metallico è di circa 90 000 tonnellate all'anno, ottenute per elettrolisi da NaCl fuso. Il potassio è presente in molti minerali silicati come feldspati e argille, ma viene ricavato come cloruro di potassio principalmente da silvite (KCl), carnallite (KMgCl3·6(H2O)) e alunite (KAl3(SO4)2(OH)6), minerali che vengono processati al ritmo di circa 35 milioni di tonnellate all'anno. 
La produzione annuale di potassio metallico è dell'ordine di solo 200 tonnellate. Il rubidio è il sedicesimo elemento per abbondanza sulla crosta terrestre. Questo elemento non ha minerali specifici, ma è presente in tracce in minerali come lepidolite, carnallite e pollucite. Il poco rubidio utilizzato si ottiene come sottoprodotto dell'estrazione del litio dalla lepidolite. Il cesio risulta il quarantaseiesimo elemento per abbondanza sulla crosta terrestre. Dei pochi minerali di cesio il più importante è la pollucite, (Cs,Na)2Al2Si4O12·H2O, un minerale raro che costituisce la principale fonte di estrazione del cesio. La produzione è limitata a circa 20 tonnellate all'anno. Il francio in natura si forma continuamente in tracce minime come prodotto di decadimento dei minerali di uranio. A loro volta questi atomi di francio decadono con tempi di dimezzamento di circa 20 minuti; si stima che sulla Terra in un dato istante esistano meno di 30 g di francio.

## Tossicità e ruolo biologico
Il litio è presente in piccola quantità in piante e animali, ma non sembra essenziale, e non sembra coinvolto in nessuna funzione biologica; in quantità elevata diventa invece tossico. Entra inevitabilmente nella nostra dieta e la maggior parte viene escreta; un corpo umano ne contiene circa 7 mg. Il sodio è essenziale per gli animali, e meno per le piante. Un corpo umano ne contiene circa 100 g contenuto come Na+ principalmente nel plasma sanguigno dove serve a regolare la pressione osmotica e la pressione del sangue. La quantità di sodio necessario all'organismo viene assunta con una dieta normale. I composti di sodio non sono pericolosi, ma una dieta troppo ricca di sodio può provocare un aumento della pressione sanguigna. Quantità eccessive di sodio hanno effetti emetici. 
Il potassio è essenziale per quasi tutti gli esseri viventi. Un corpo umano contiene circa 130 g di potassio sotto forma K+, contenuto principalmente all'interno delle cellule. Nell'organismo il potassio è coinvolto in varie funzioni, tra le quali la solubilizzazione delle proteine, la trasmissione degli impulsi nervosi e la contrazione muscolare. I cibi di origine vegetale sono particolarmente ricchi di potassio, che va assunto regolarmente dato che il nostro organismo non ha modo di accumularlo e lo elimina continuamente nell'urina. Una forte carenza di potassio provoca debolezza muscolare, depressione e confusione, mentre all'opposto un'eccessiva assunzione di potassio deprime il sistema nervoso centrale e può provocare anche malfunzionamento dei reni e attacchi cardiaci; tutti questi problemi sono rari con una dieta normale. 
Il rubidio non ha ruoli biologici, ma ha un effetto stimolante sul metabolismo, probabilmente per la sua somiglianza con il potassio. Un corpo umano contiene circa 680 mg di rubidio, assunto nella nostra dieta al ritmo di circa 1-5 mg al giorno. I sali di rubidio non sono considerati tossici. Neanche il cesio ha ruoli biologici. Un corpo umano contiene circa 6 mg di cesio, assunti dal cibo. Eccessi di cesio hanno effetti tossici; più pericoloso è l'isotopo radioattivo cesio-137, prodotto negli esperimenti nucleari condotti in atmosfera nel secolo scorso e rilasciato nel caso di incidenti nucleari. Il francio sarebbe pericoloso per la sua radioattività, ma in pratica è troppo raro per interagire con qualsiasi specie vivente.

## Applicazioni
Il litio ha numerose applicazioni: l'ossido di litio è usato come additivo in vetri e ceramiche, lo stearato di litio in grassi lubrificanti, il litio metallico in leghe leggere con alluminio e magnesio. Altri composti tra i quali il carbonato di litio vengono impiegati in prodotti chimici e farmaceutici e in batterie ricaricabili. L'isotopo litio-6 è usato nelle bombe all'idrogeno. Il composto più utilizzato del sodio è il cloruro (NaCl), usato dall'industria chimica per ottenere altri composti di base come NaOH, Na2CO3 e cloro, nonché dall'industria alimentare come additivo. La soda caustica (NaOH) è il più importante composto basico industriale, mentre la soda Solvay (Na2CO3) è usata nella fabbricazione del vetro e nel trattamento delle acque. 
Il sodio metallico viene usato nei processi di estrazione di metalli come berillio, titanio e zirconio, nonché per produrre svariati altri composti chimici. Circa il 95% del potassio è utilizzato in fertilizzanti. Importanti sono anche l'idrossido di potassio (KOH) usato per saponi e detergenti, e il carbonato di potassio (K2CO3) per la fabbricazione del vetro. Tra le molte altre applicazioni, i sali di potassio sono usati per prodotti farmaceutici e da forno, per la concia delle pelli, per il sale iodato, per fuochi d'artificio e polvere da sparo. Il rubidio è molto costoso e viene usato solo in ambito di ricerca. La maggior parte del cesio è usata per fluidi di perforazione nel settore petrolifero, come lubrificante a basso impatto ambientale. Il cesio ha inoltre vari utilizzi tecnologici tra i quali vetri e fibre ottiche, scintillatori, orologi atomici. Tutti gli isotopi del francio sono radioattivi e hanno tempo di dimezzamento troppo brevi per qualsiasi applicazione pratica. I pochi atomi di francio usati nella ricerca sono prodotti artificialmente con reazioni nucleari.

## Proprietà degli elementi[1][4][5]

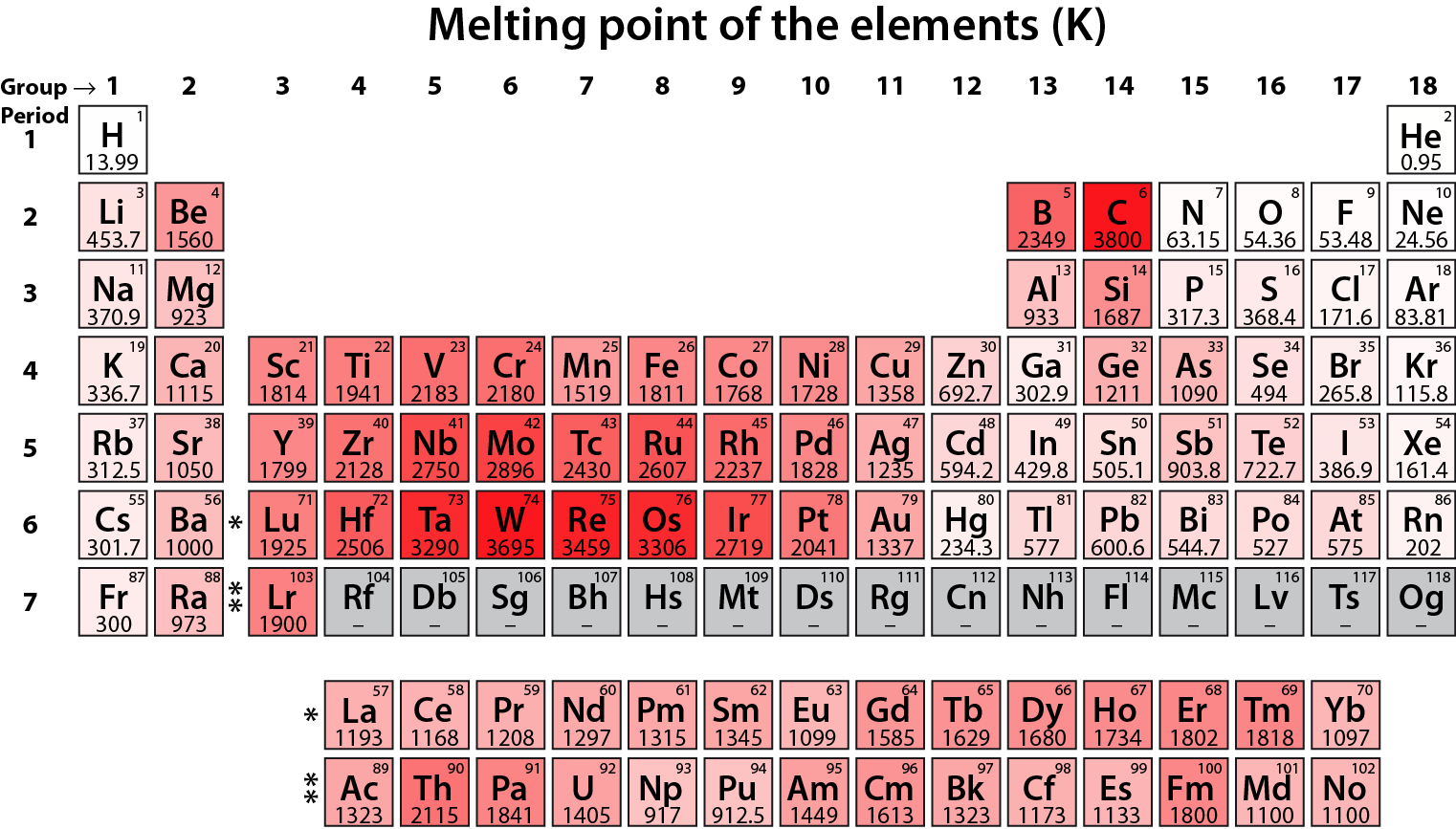
Variazioni dei valori del punto di fusione (K) nella tavola periodica.

Andamento dell'energia di prima ionizzazione nella tavola periodica: ogni periodo inizia con un minimo per i metalli alcalini e finisce con un massimo per i gas nobili.

I metalli alcalini costituiscono un gruppo molto omogeneo, adatto ad illustrare efficacemente l'influenza delle dimensioni atomiche e ioniche sulle proprietà chimiche e fisiche, che variano in modo molto regolare lungo il gruppo. Hanno tutti un tipico aspetto metallico lucente, e sono teneri e duttili perché hanno un solo elettrone nel livello più esterno da utilizzare nel legame metallico. Di conseguenza, sono anche poco densi, e hanno punti di fusione e di ebollizione con valori bassi, che calano scendendo lungo il gruppo all'aumentare delle dimensioni atomiche. Anche l'energia di ionizzazione è bassa in questo gruppo, perché il singolo elettrone esterno viene perso molto facilmente dato che lo ione M+ formato ha una configurazione elettronica particolarmente stabile, isoelettronica con quella del gas nobile precedente nella tavola periodica. 
L'energia di seconda ionizzazione è invece così elevata che ioni M2+ non si osservano in nessun composto. La facilità con cui perdono l’elettrone esterno fa inoltre sì che abbiano bassi valori di elettronegatività e che il loro potenziali di riduzione sia molto negativo; in altre parole sono metalli molto elettropositivi (si ossidano facilmente). Raggio ionico e raggio metallico sono invece caratterizzati da valori elevati, che crescono scendendo lungo il gruppo. Come metalli hanno inoltre un'elevata conducibilità termica ed elettrica. Tutti i metalli alcalini danno caratteristiche colorazioni nel saggio alla fiamma, dovute alla facilità di rimozione dell'unico elettrone esterno.
| Nome                                            | Litio                        | Sodio                      | Potassio                      | Rubidio                        | Cesio                        | Francio                      |
| ----------------------------------------------- | ---------------------------- | -------------------------- | ----------------------------- | ------------------------------ | ---------------------------- | ---------------------------- |
| Numero atomico                                  | 3                            | 11                         | 19                            | 37                             | 55                           | 87                           |
| Peso atomico                                    | 6,94(1)                      | 22,98976928(2)             | 39,0983(1)                    | 85,4678(3)                     | 132,9054519(2)               | [223]                        |
| Configurazione elettronica                      | [He] 2s1                     | [Ne] 3s1                   | [Ar] 4s1                      | [Kr] 5s1                       | [Xe] 6s1                     | [Rn] 7s1                     |
| Punto di fusione                                | 453,69 K 180,54 °C 356,97 °F | 370.87 K 97,72 °C 207,9 °F | 336,53 K, 63,38 °C, 146,08 °F | 312,467 K, 39,31 °C, 102,76 °F | 301,59 K, 28,44 °C, 83,19 °F | ? 300 K, ? 27 °C, ? 80 °F    |
| Punto di ebollizione                            | 1615 K, 1342 °C, 2448 °F     | 1156 K, 883 °C, 1621 °F    | 1032 K, 759 °C, 1398 °F       | 961 K, 688 °C, 1270 °F         | 944 K, 671 °C, 1240 °F       | ? 950 K, ? 677 °C, ? 1250 °F |
| Densità (g·cm−3)                                | 0,534                        | 0,968                      | 0,89                          | 1,532                          | 1,93                         | ? 1,87                       |
| Entalpia di fusione (kJ·mol−1)                  | 3,00                         | 2,60                       | 2,321                         | 2,19                           | 2,09                         | ? ≈2                         |
| Entalpia di vaporizzazione (kJ·mol−1)           | 136                          | 97,42                      | 79,1                          | 69                             | 66,1                         | ? ≈65                        |
| Entalpia di formazione (kJ·mol−1)               | 162                          | 108                        | 89,6                          | 82,0                           | 78,2                         | ?                            |
| Resistività elettrica at 298 K (nΩ·cm)          | 94,7                         | 48,8                       | 73,9                          | 131                            | 208                          | ?                            |
| Raggio atomico (pm)                             | 152                          | 186                        | 227                           | 248                            | 265                          | ?                            |
| Raggio ionico di ioni M+ (pm)                   | 76                           | 102                        | 138                           | 152                            | 167                          | ? 180                        |
| Energia di prima ionizzazione (kJ·mol−1)        | 520,2                        | 495,8                      | 418,8                         | 403,0                          | 375,7                        | 392,8                        |
| Affinità elettronica (kJ·mol−1)                 | 59,62                        | 52,87                      | 48,38                         | 46,89                          | 45,51                        | ? 44,0                       |
| Entalpia di dissociazione di M2 (kJ·mol−1)      | 106,5                        | 73,6                       | 57,3                          | 45,6                           | 44,77                        | ?                            |
| Elettronegatività                               | 0,98                         | 0,93                       | 0,82                          | 0,82                           | 0,79                         | ? 0,7                        |
| Potenziale standard di riduzione (E°(M+→M0); V) | −3,0401                      | −2,71                      | −2,931                        | −2,98                          | −3,026                       | −2,9                         |
| Colore del saggio alla fiamma                   | Cremisi                      | Giallo                     | Violetto                      | Rosso-violetto                 | Blu                          | ?                            |

## Reattività chimica e andamenti nel gruppo[1][4][5][8]
Gli elementi del gruppo 1 rappresentano un gruppo molto omogeneo, anche se il litio, l'elemento più leggero, mostra un comportamento un po' diverso da quello dei congeneri più pesanti. Queste differenze sono comunque minori di quelle che si osservano negli altri gruppi della tavola periodica tra il primo elemento e i suoi congeneri superiori.
Nei metalli alcalini l'elettrone esterno ns1 può essere perso facilmente, mentre l'energia di seconda ionizzazione è molto elevata perché si dovrebbe intaccare il guscio del gas nobile precedente; di conseguenza sono i metalli che reagiscono più violentemente, formando composti solo nello stato di ossidazione +1, essenzialmente ionici e incolori. La loro reattività cresce scendendo lungo il gruppo.
All'aria la superficie metallica lucente di questi elementi si ossida rapidamente, formando miscele di ossidi differenti. I prodotti principali variano sistematicamente lungo il gruppo:
4Li(s) + O2(g) → 2Li2O(s)     contiene lo ione ossido O2–
2Na(s) + O2(g) → Na2O2(s)     contiene lo ione perossido O22–
K(s) + O2(g) → KO2(s)	     contiene lo ione superossido O2–
Rubidio e cesio formano anch'essi il superossido MO2. Questo comportamento può essere razionalizzato considerando che composti ionici formati da anione e catione di dimensione simile sono in genere più stabili di quelli dove anione e catione sono di dimensioni molto diverse. Tutti questi tipi di ossido in acqua sono basi molto forti e reagiscono formando idrossidi, anch'essi basi forti.
In acqua i metalli alcalini manifestano un forte potere riducente, sviluppando idrogeno:
2Na(s) + 2H2O(l) → 2NaOH(aq) + H2(g)
La reazione diventa più vigorosa ed esotermica scendendo lungo il gruppo; con il potassio si produce tanto calore da incendiare l'idrogeno prodotto. L'elevato potere riducente di alcuni metalli alcalini viene sfruttato per l'estrazione di metalli difficili da isolare; ad esempio il sodio è usato per ottenere titanio e zirconio dai loro cloruri.
Gli elementi di questo gruppo reagiscono con quasi tutti i non metalli, esclusi i gas nobili, formando i corrispondenti composti binari, tipo M3P, M3As, M2S, M2Se, MX (X = alogeno). Come primo elemento del gruppo, il litio ha una chimica un po' diversa dai suoi congeneri superiori, dato che le piccole dimensioni del catione Li+ gli conferiscono un elevato potere polarizzante, portando a legami con un certo grado di covalenza. Il litio è inoltre l'unico dei metalli alcalini a reagire direttamente con l’azoto, formando lo ione nitruro N3–:
6Li(s) + N2(g) → 2Li3N(s)
Nel gruppo 2 il magnesio manifesta una reattività analoga, formando Mg3N2. Il litio mostra altre somiglianze con il magnesio; ad esempio i fluoruri LiF e MgF2 sono molto meno solubili degli altri fluoruri dei rispettivi gruppi 1 e 2. Questa relazione diagonale è dovuta essenzialmente alla dimensioni simili dei raggi dei due ioni, che risultano di 76 e 72 pm rispettivamente per Li+ e Mg2+.
I metalli alcalini manifestano una reattività particolare sciogliendosi in ammoniaca liquida, dove si forma il catione metallico M+ solvatato, mentre l'elettrone viene solvatato in una cavità del solvente, anch'esso attorniato da molecole di NH3. Il colore di queste soluzioni è dovuto alla presenza dell'elettrone solvatato e dipende dalla concentrazione: soluzioni diluite sono blu scurissimo, concentrate diventano di un colore bronzeo. Queste soluzioni conducono la corrente e si possono usare come forti riducenti in sintesi sia organiche che inorganiche.

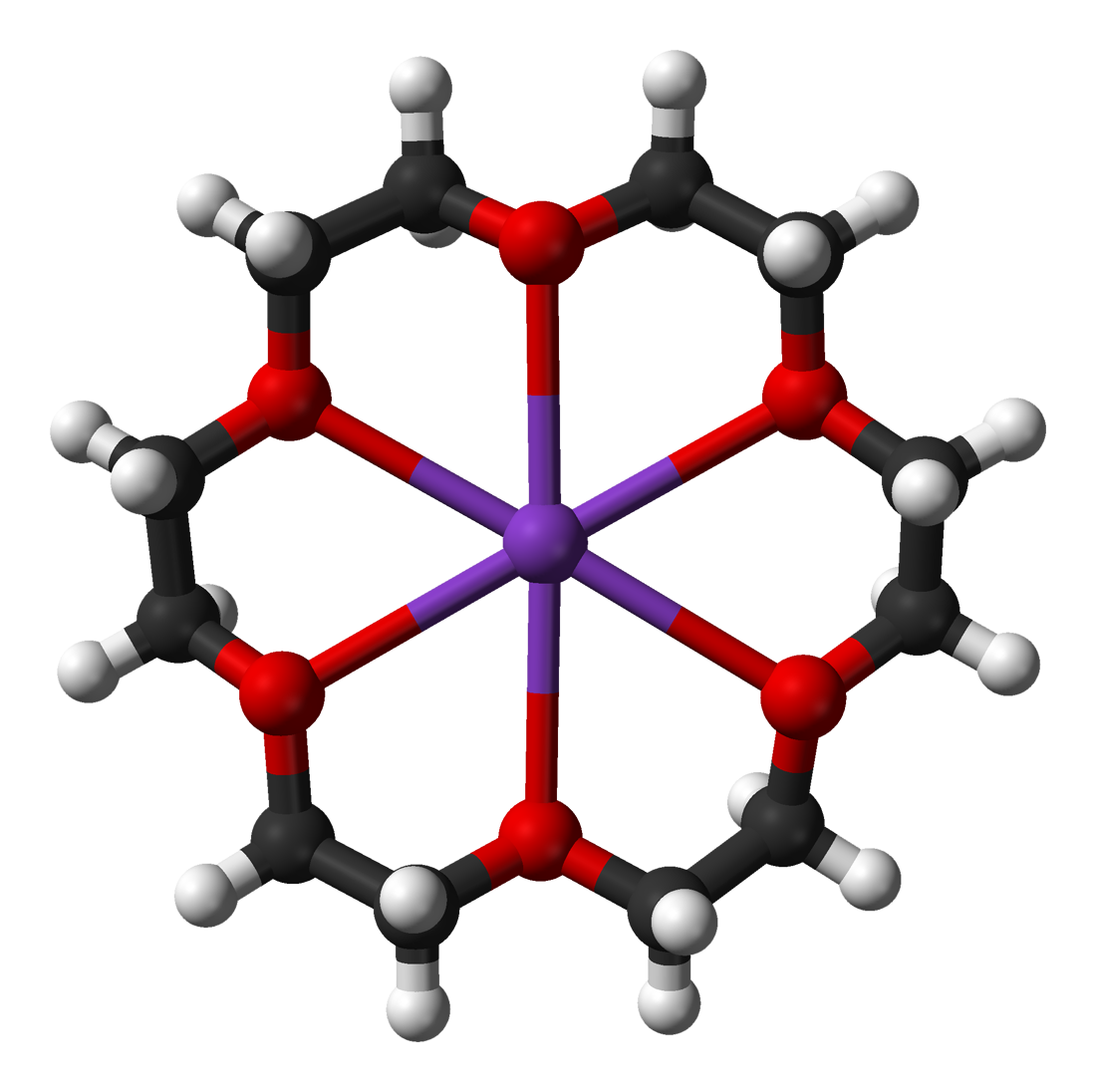
Modello dell'etere 18-corona-6 che coordina uno ione potassio.

Per quanto concerne la chimica di coordinazione, gli ioni dei metalli alcalini in acqua sono caratterizzati da scarso potere coordinante, perché gli ioni M+ sono relativamente grandi e hanno bassa carica. In generale Li+, Na+ e K+ preferiscono la tetracoordinazione mentre Rb+ e Cs+ a causa delle dimensioni maggiori preferiscono formare la specie esacoordinata M(H2O)6+. 
Nel 1967 la chimica di coordinazione di questi cationi si è arricchita con l'introduzione di nuovi leganti eteri, polieteri e soprattutto polieteri ciclici (eteri corona). La figura a fianco esemplifica lo ione K+ complessato da un etere 18-corona-6. In composti di questo tipo un catione metallico può entrare nella cavità del polietere ciclico, e la forza del legame che si instaura dipende dalle dimensioni relative del catione e del ciclo. Per l'etere 18-corona-6 le costanti di stabilità per la complessazione di ioni alcalini variano nell'ordine Li+ < Na+ < K+ > Rb+ > Cs+, indicando che il potassio è lo ione con le dimensioni più adatte. Altri leganti in grado di legare in modo più forte e più selettivo gli ioni alcalini (o anche altri cationi) sono i criptandi. A differenza degli eteri corona, i criptandi contengono anche atomi donatori di azoto e sono policiclici; possono quindi incapsulare molto efficacemente uno ione di adatte dimensioni. Il complesso formato da criptando più ione ospitato si chiama criptato.

## Composti principali

### Ossidi
I metalli alcalini possono formare vari tipi di composti con l'ossigeno, a seconda delle dimensioni del metallo alcalino e delle condizioni di reazione. Gli ossidi veri e propri contengono lo ione ossido O2–, hanno formula M2O e si conoscono per tutti i metalli alcalini da litio a cesio. Sono composti ionici che cristallizzano con la struttura tipo antifluorite. Tutti si comportano come basi forti, e la basicità cresce scendendo lungo il gruppo. In acqua reagiscono formando i corrispondenti idrossidi:
M2O + H2O → 2MOH
I perossidi hanno formula M2O2; sono sostanze ioniche contenenti lo ione perossido O22–. Li2O2 e Na2O2 sono prodotti a livello industriale, mentre i perossidi dei congeneri più pesanti sono difficili da preparare puri, dato che tendono a ossidarsi formando i superossidi MO2. La reazione dei perossidi con acqua o acidi libera perossido di idrogeno:
M2O2 + 2H2O → 2MOH + H2O2
M2O2 + 2HCl → 2MCl + H2O2
I superossidi hanno formula MO2; sono sostanze ioniche contenenti lo ione paramagnetico superossido O2–. La stabilità dei superossidi dipende dalle dimensioni del catione; in pratica sono stabili per potassio e congeneri superiori. In acqua producono perossido di idrogeno e ossigeno:
2MO2 + 2H2O → 2MOH + H2O2 + O2
Sono noti anche molti altri composti dei metalli alcalini contenenti ossigeno; si tratta di composti di interesse sostanzialmente accademico tra i quali K2O3, Rb2O3, Rb4O6, Rb6O, Rb9O2, Cs2O3, Cs7O, Cs11O3.
Per tutti i metalli alcalini esistono infine gli ozonuri di formula MO3, contenenti lo ione ozonuro O3–. Gli ozonuri sono esplosivi.

### Alogenuri
Sono composti binari tra un metallo alcalino e un alogeno. Sono solidi ionici cristallini, molto stabili, caratterizzati da elevate temperature di fusione e di ebollizione. Per uno stesso metallo i valori di temperature di fusione e di ebollizione tendono a calare nella serie F > Cl > Br > I. Ad esempio per il sodio le temperature di fusione per NaF, NaCl, NaBr e NaI sono rispettivamente 993, 801, 747 e 660 °C. Si possono preparare comodamente per reazione dell'idrossido o del carbonato del metallo alcalino con l'idracido dell'alogeno. Ad esempio:
NaOH + HBr  → NaBr + H2O
Na2CO3 + 2HBr → 2NaBr + CO2 + H2O
Alcuni come NaCl e KCl sono tuttavia direttamente disponibili in natura in grande quantità. Gli alogenuri dei metalli alcalini sono in genere molto solubili in acqua, con l'eccezione di LiCl che risulta poco solubile.
Per quanto riguarda gli idrossidi di questo gruppo essi presentano caratteristiche di deliquescenza (tranne l'idrossido di litio) ,mentre molti degli alogenuri (tranne il fluoruro di litio) sono in genere igroscopici. Il litio rappresenta un'eccezione a causa dell'elevata energia reticolare di questi composti, che non basta a compensare l'energia di solvatazione dell'acqua.

### Altri composti
Reagiscono con l'azoto per produrre nitruri del tipo M3N (ad esempio Li3N).
Reagiscono con il carbonio per produrre carburi del tipo M2C2 (ad esempio Li2C2).